# Гробище за космически кораби
Гробището за космически кораби е район в южната част на Тихия океан, източно от Нова Зеландия, където излезлите от употреба космически апарати се унищожават.
Районът се намира грубо при полюса на недостъпността (точка „Немо“) – възможно най-далече от всякаква суша, между Великденските острови, Питкерн и Антарктида. Местоположението е избрано заради отдалечеността му от плавателния трафик, така че да не се застрашава човешки живот от падащите отломки.
Сред изхвърлените там апарати са орбиталната станция Мир и шест станции Салют Други космически апарати, които често се самопотапят там, са различни непилотирани снабдителни кораби, включително руския Прогрес, японския Товарен кораб H-II и Автономния товарен кораб на Европейската космическа агенция. Ежегодно в океанското гробище се изхвърлят по няколко десетки космически апарата.. Общо над 263 космически апарата са изхвърлени в района от 1971 до 2016 г.
При влизането си в атмосферата, по-голямата част от космическия кораб изгаря. Все пак, до гробището достигат огнеупорните елементи на конструкцията му.